# Unabhängiger Sportclub Münster
L'Unabhängiger Sportclub Münster è una società pallavolistica femminile tedesca, con sede a Münster: milita nel campionato di 1. Bundesliga.

## Storia
Il club venne fondato nel 1961 con il nome di Universitäts-Sportclub Münster: gli anni settanta e l'inizio degli anni ottanta regalano alla squadra numerose vittorie sia in campionato che in Coppa: questo ciclo termina nel 1982 con la vittoria in Coppa CEV, prima affermazione in campo europeo.
Dal 1992 il club viene denominato Unabhängiger Sportclub Münster: gli anni novanta e l'inizio del nuovo millennio segnano un nuovo periodo di grandi successi sia a livello nazionale che internazionale, con la vittoria di due Coppe CEV e una Coppa delle Coppe.

## Rosa 2021-2022
| N° | Nome               | Ruolo | Data di nascita   | Nazionalità sportiva |
| -- | ------------------ | ----- | ----------------- | -------------------- |
| 1  | Nikolina Maroš     | O     | 3 maggio 1997     | Austria              |
| 3  | Carla Fuchs        | P     | 18 agosto 2004    | Germania             |
| 3  | Nikola Schmidt     | S     | 5 luglio 2004     | Germania             |
| 3  | Maya Sendner       | C     | 16 maggio 2004    | Germania             |
| 4  | Alexandra Stein    | S     | 12 dicembre 1998  | Stati Uniti          |
| 5  | Erika Kildau       | L     | 2 settembre 2002  | Germania             |
| 6  | Iris Scholten      | O     | 15 novembre 1999  | Paesi Bassi          |
| 7  | Marta Hurst        | S     | 7 luglio 1992     | Portogallo           |
| 8  | Ines Bathen        | L     | 27 agosto 1990    | Germania             |
| 9  | Juliane Langgemach | C     | 6 novembre 1994   | Germania             |
| 10 | Kateřina Valková   | P     | 6 febbraio 1996   | Rep. Ceca            |
| 11 | Barbara Wezorke    | C     | 12 aprile 1993    | Germania             |
| 12 | Meghan Barthel     | P     | 23 marzo 2000     | Germania             |
| 15 | Mia Kirchhoff      | S     | 10 settembre 2004 | Germania             |
| 16 | María Schlegel     | S     | 29 agosto 1993    | Spagna               |
| 17 | Elena Kömmling     | S     | 1º febbraio 2000  | Germania             |
| 18 | Sara Dukič         | C     | 6 luglio 1996     | Slovenia             |

## Palmarès
- Campionato tedesco dell'Ovest: 4

1973-74, 1976-77, 1979-80, 1980-81
- Campionato tedesco: 5

1991-92, 1995-96, 1996-97, 2003-04, 2004-05
- Coppa di Germania dell'Ovest: 5

1972-73, 1973-74, 1974-75, 1975-76, 1978-79
- Coppa di Germania: 6

1990-91, 1995-96, 1996-97, 1999-00, 2003-04, 2004-05
- Supercoppa tedesca: 1

1991
- Coppa delle Coppe: 1

1991-92
- Coppa CEV: 3

1981-82, 1993-94, 1995-96